# Scinax fuscovarius
Espèce
Synonymes
- Hyla fuscovaria Lutz, 1925
- Hyla megapodia Miranda-Ribeiro, 1926
- Hyla trachythorax Müller & Hellmich, 1936

Statut de conservation UICN

 LC  : Préoccupation mineure
Scinax fuscovarius est une espèce d'amphibiens de la famille des Hylidae.

## Répartition
Cette espèce se rencontre dans le Sud, le Sud-Est et le centre du Brésil, dans l'est de la Bolivie, au Paraguay, dans le nord de l'Argentine et dans le Nord de l'Uruguay. Elle est présente jusqu'à 2 000 m d'altitude.

## Variétés de teintes de Scinax fuscovarius

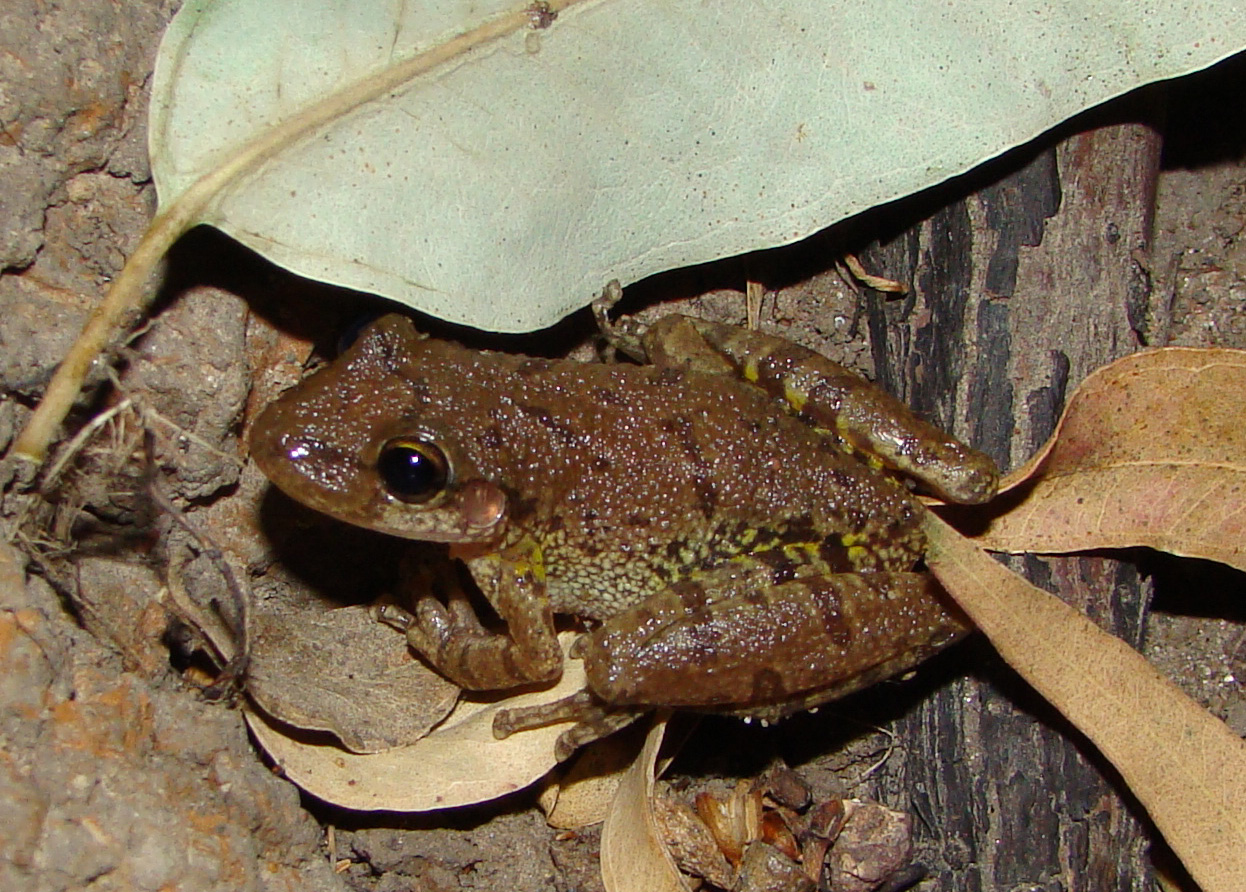
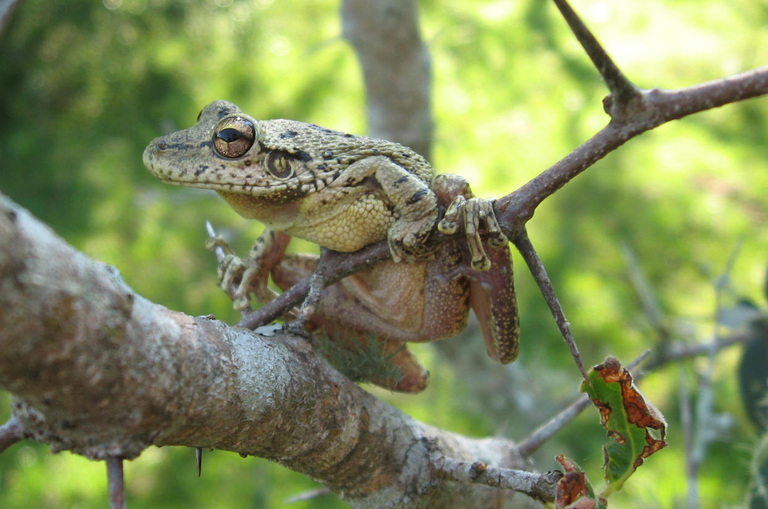
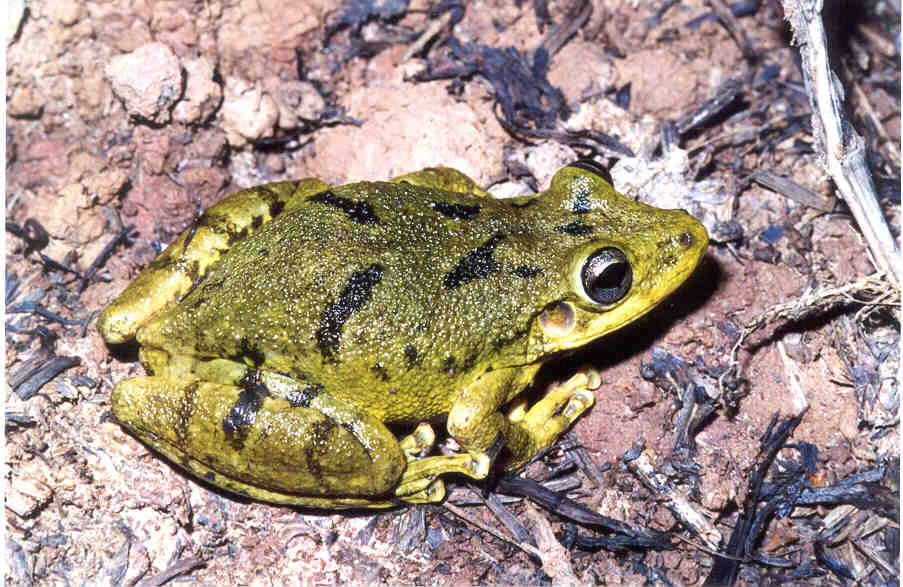
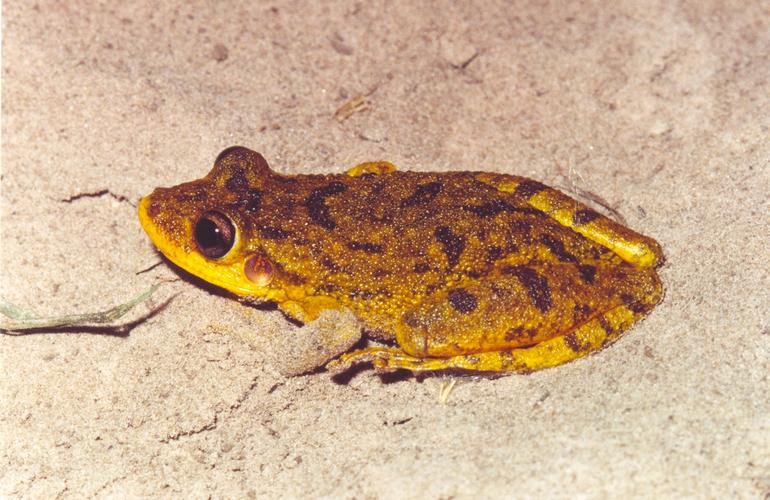
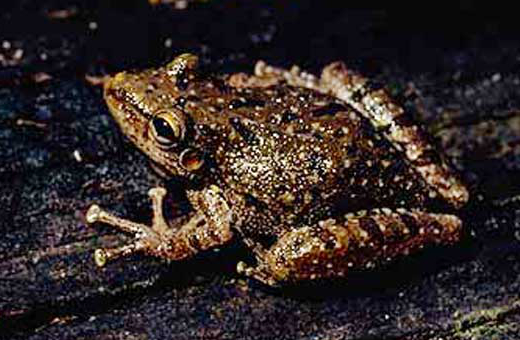
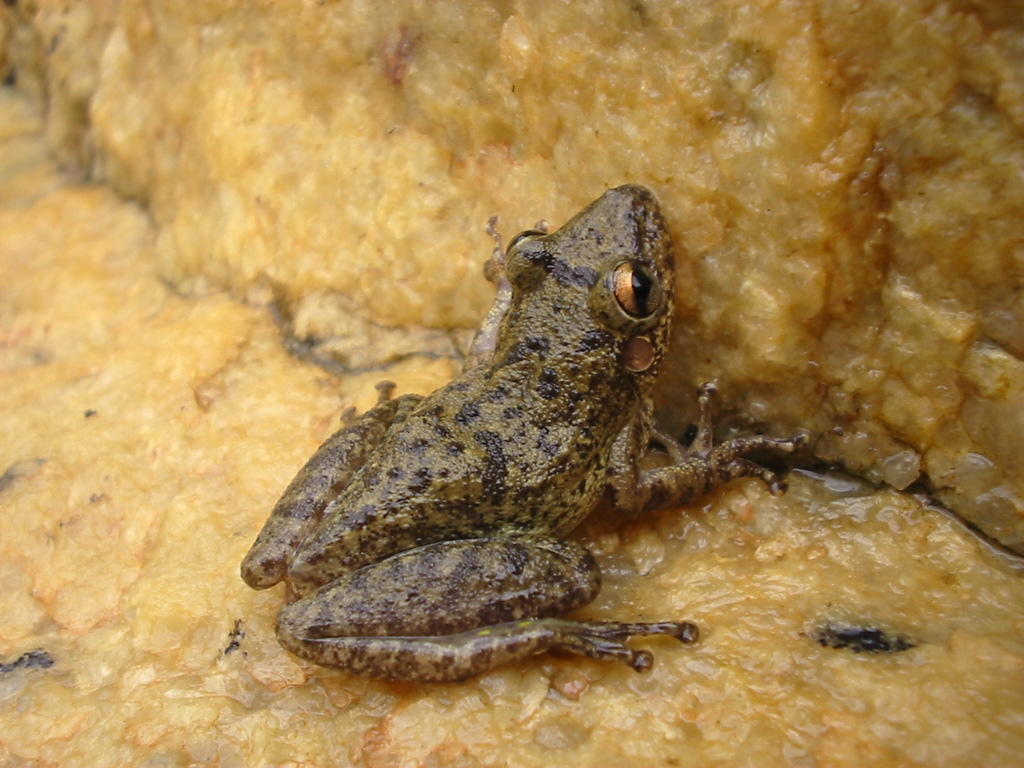

## Publication originale
- Lutz, 1925 : Batraciens du Brésil. Comptes Rendus Hebdomadaires des Séances et Mémoires de la Société de Biologie et de ses Filiales Paris, vol. 93, p. 211–214.